# سیارک ۷۳
سیارک ۷۳ (به انگلیسی: 73 Klytia) هفتاد و سومین سیارک کشف شده‌است که در ۷ آوریل ۱۸۶۲ کشف شد.
قدر مطلق سیارک برابر ۹٫۰۰ است.